# Грунер, Дов
Дов Гру́нер (ивр. דֹּב בֶּלָה גְּרוּנר‎, англ. Dov Bela Gruner; 6 декабря 1912 — 16 апреля 1947) — член молодёжной сионистской организации «Бейтар», участник борьбы за создание государства Израиль, боевик подпольной организации «Эцель (Иргуна)», один из 12 «взошедших на эшафот», приговорён к смерти и казнен британскими мандатными властями в тюрьме Акко.

## Биография

### Годы диаспоры
Родился 6 декабря 1912 года в семье раввина в Венгрии в городе Кишварде. Отец Дова умер в русском плену после Первой мировой войны, а спустя десять лет умерла и его мать. До 18 лет Дов учился в иешиве и жил с семьей своего деда, учителя в хедере.
Чтобы получить образование инженера, Грунер перебрался в Чехословакию в город Брно. После захвата Чехословакии Гитлером вынужден был вернуться в Венгрию, не завершив учёбу. В Будапеште работал помощником инженера-электрика.
После возвращения в Венгрию присоединился к молодёжной сионистской организации Бейтар, где занимался воспитательной работой. В рамках Бейтара Грунер готовил группы для «Алии Бет» — нелегальной иммиграции в Палестину. Вместе с одной из таких групп отплыл на корабле «Сакрия» и сам Дов Грунер. Корабль был задержан британскими властями, и все бейтаровцы были отправлены в лагерь в Атлит.

### Эрец-Исраэль
Прибыв в Землю Израиля в 1940 году, Грунер и другие бейтаровцы отсидели полгода в лагере Атлит. Только после объявления голодовки они добились освобождения, и Грунер и отправился в Рош-Пинну. Здесь он вступил в Эцель, а 21 февраля 1941 года пошёл добровольцем в британскую армию.
Участник Второй мировой войны, служил в пехотной роте подразделения «Баффс», мобилизовавшего многих добровольцев ишува. Позднее воевал десантником в составе Еврейской бригады и участвовал в боях в Италии. После окончания военных действий оказывал помощь выжившим узникам лагерей смерти, пытаясь обеспечить их одеждой и обувью.
В 1946 году демобилизовался из британской армии и вернулся в Эцель. Участвовал в успешной операции по захвату оружия на британской военной базе в Нетании. Во время нападения Эцеля на полицейский участок в Рамат-Гане был тяжело ранен и схвачен британцами.

## Нападение бойцов Эцеля на полицейский участок в Рамат-Гане
23 апреля 1946 Эцель провёл операцию по захвату оружия из склада британского полицейского участка в городе Рамат-Ган. В операции приняло участие 40 человек. Часть из них действовала в Тель-Авиве, чтобы отвлечь внимание от места основной операции, другие бойцы перекрыли движение к Рамат-Гану. Ещё одна группа проникла на грузовике в здание полиции и обезоружила полицейских, после чего Грунер с товарищами занялись погрузкой захваченного на складе оружия и боеприпасов. Однако не всё пошло по плану, и одному из полицейских удалось вызвать подкрепление из Петах-Тиквы. Вдобавок несколько полицейских открыли сильный огонь по грузчикам с верхних этажей здания, однако погрузка не прекращалась и под огнём. В течение 20 минут все было закончено, и грузовик с оружием, подобрав участников операции, успел скрыться до прибытия британского подкрепления.
В этой операции Эцель потерял Израиля Файнермана и Яакова Злотника, погибших в Рамат-Гане, и Ицхака Билу, погибшего в Тель-Авиве (в одном из источников речь идет о 4-х убитых). Дов Грунер был тяжело ранен и захвачен британцами, ещё несколько человек было ранено.

## Судебный процесс
Грунер получил пулевое ранение в челюсть, девять месяцев находился под усиленной охраной в больницах, где прошёл через несколько операций.
1 января 1947 года Дова Грунера предали военному суду в Иерусалиме. Его обвинили в стрельбе по полицейским и попытке произвести взрыв с целью убийства британских чиновников. На процессе присутствовали представители прессы, и имя Дова Грунера стало известным не только в Палестине, но и за её пределами.
Грунер заявил суду, что англичане не имеют права находиться в Палестине, которую они, вопреки мандату, превратили в военную базу, пытаясь отнять землю у еврейского народа. В самом начале процесса он отказался от услуг адвоката, от свидетелей со своей стороны, а также от перевода на иврит свидетельств против него. Не признавая полномочий британских властей, Грунер заявил, что:

…Вы решили отнять у народа, не имеющего на свете ни клочка другой земли, и эту землю, которая дана ему Господом и из поколения в поколение освящалась кровью его сынов. Вы попрали договор, заключённый с нашим народом и народами мира. Поэтому ваша власть лишена законного основания, она держится силой и террором. А если власть незаконна, — право граждан и даже их долг бороться с ней и свергнуть её. Еврейская молодёжь будет бороться до тех пор, пока вы не покинете страну и не передадите её законному владельцу — еврейскому народу. Знайте: нет силы, способной расторгнуть связь между еврейским народом и его единственной страной. И рука пытающегося совершить это будет отрублена, и проклятие на неё во веки веков…

Неожиданностью процесса было выступление прокурора, где он упомянул некоторые обстоятельства, свидетельствующие в пользу обвиняемого: службу в британской армии и тяжёлое ранение.
По настоянию Уинстона Черчилля суд всё-таки признал Грунера виновным и приговорил его к смертной казни через повешение. 24 января 1947 года командующий британскими войсками в Палестине генерал Баркер утвердил смертный приговор Грунера.

## Казнь
Готовясь к смерти, Грунер писал из тюрьмы командиру Эцеля Менахему Бегину:

Разумеется, я хочу жить. Кто этого не хочет? Но если я сожалею о том, что жизнь кончена, то лишь потому, что я слишком мало сделал.
У еврейства много путей. Один — путь «еврейчиков» — путь отказа от традиций и национализма, то есть путь самоубийства Еврейского Народа. Другой — слепой веры в переговоры, как будто существование народа подобно торговой сделке. Путь, полный уступок и отказов, который ведёт назад в рабство. Мы всегда должны помнить, что и в Варшавском гетто было 300 ,000 евреев.
Единственно правильный путь — это путь ЭЦЕЛЯ, который не отрицает политических усилий, разумеется, без уступки пяди нашей страны, ибо она наша целиком. Но если эти усилия не приносят желаемых результатов, готов любыми средствами бороться за нашу страну и свободу, которые одни и являются залогом существования нашего народа. Упорство и готовность к борьбе — вот наш путь, даже если он иногда и ведёт на эшафот, ибо только кровью можно освободить страну.
Я пишу эти строки за 48 часов перед казнью — в эти часы не лгут. Я клянусь, что если бы мне был предоставлен выбор начать всё сначала, я снова пошёл бы тем же путём, не считаясь с возможными последствиями.
— Ваш верный солдат Дов
Исполнение приговора, первоначально назначенное на 28 января, было отсрочено, так как накануне Эцель захватил двух заложников — бывшего офицера британской разведки и председателя окружного суда. После того, как генерал Баркер отложил казнь, заложники были освобождены.
Широкие круги ишува испытывали симпатию к Дову Грунеру и просили о его помиловании. Некоторые писали письма британским властям, другие молились о его спасении. Дов Грунер отказывался обжаловать приговор или просить о помиловании. Эти действия могли быть расценены как признание британских властей. В какой-то момент адвокат, действовавший по просьбе сестры Дова и Голды Меир, намекнул ему, что Эцель поддерживает возможность обжалования приговора. Дов подписал адвокату доверенность на подачу апелляции, однако, узнав, что его ввели в заблуждение, отменил её.
Приговорённым к смерти отводились в иерусалимской тюрьме отдельные камеры. 10 февраля был вынесен смертный приговор по делу бойцов Эцеля Йехиэля Дрезнера, Элиэзера Кашани и Мордехая Элькахи, которых обвиняли в хранении оружия и других нарушениях. Генерал Баркер, нередко обвинявшийся в антисемитизме, поторопился утвердить приговор и убежать в Англию. В тот же день, 12 февраля, в должность командующего вступил генерал Макмиллан.
15 февраля Грунера посетила сестра Хелен Фридман, приехавшая из Соединённых Штатов. Ей тоже не удалось уговорить брата подать апелляцию на решение суда. Эцель готовил планы по освобождению своих бойцов из тюрьмы, но не успел осуществить их.
14 апреля четверых приговорённых к смерти неожиданно переводят в тюрьму Акко. Рано утром 16 апреля 1947 года они были казнены. Грунер и его братья по оружию взошли на эшафот с пением «Ха-Тиквы». Грунер просил похоронить его в Рош-Пинне рядом с могилой Шломо Бен-Йосефа. Однако британские власти, опасаясь беспорядков, похоронили казнённых в Цфате в присутствии только самых близких родственников.

## Память

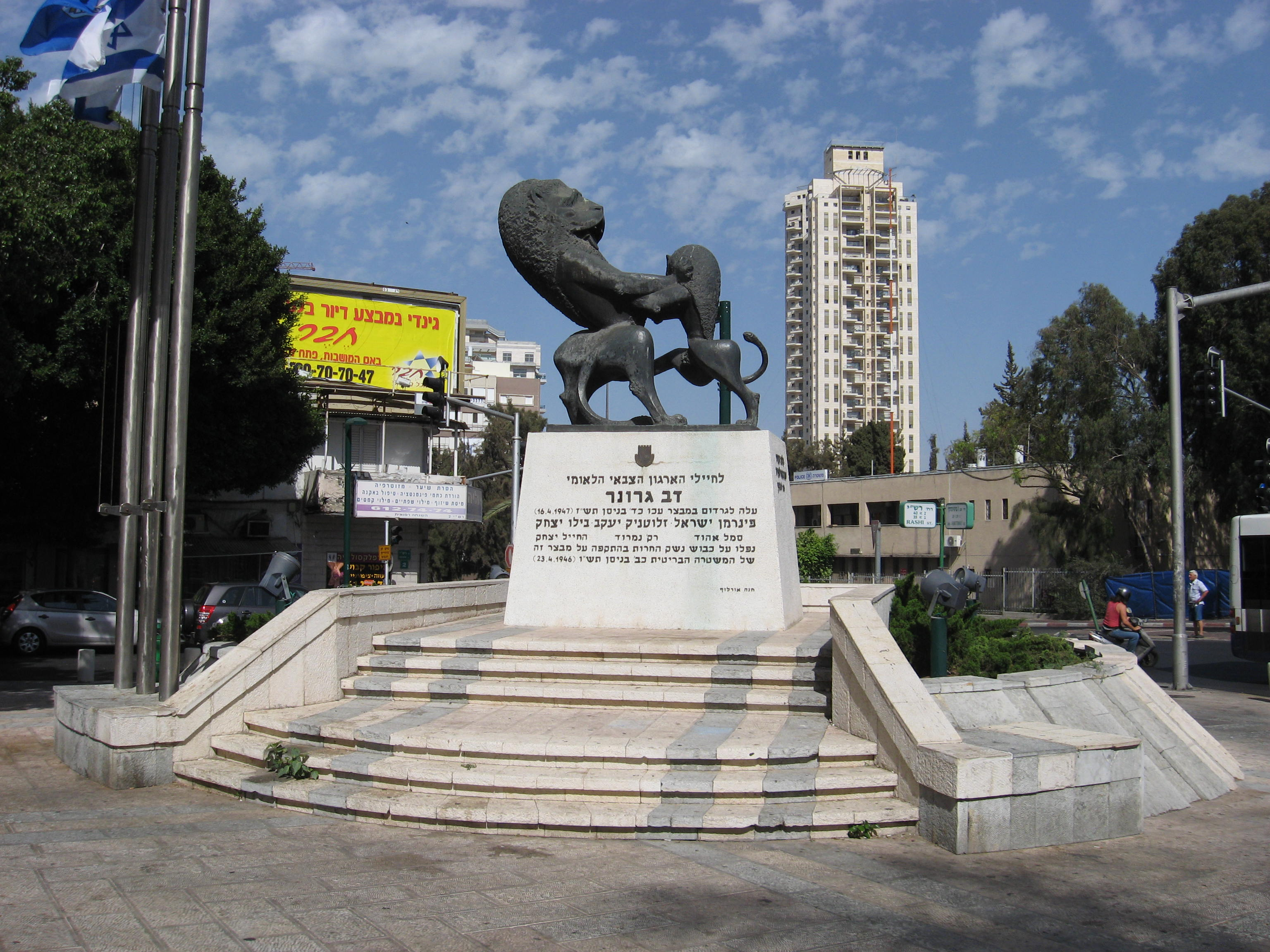
Памятник Дову Грунеру и его братьям по оружию на фоне здания бывшей британской полиции в Рамат-Гане

Под давлением Давида Бен-Гуриона государственные институты, стремясь увековечить память о Хагане, замалчивали боевое наследие Нили, Эцеля и Лехи, и, в частности, пытались стереть память о «взошедших на эшафот». Для того, чтобы исправить это положение, были созданы частные фонды, — такие как Шелах (Поддержка борцов за свободу) и другие. В 1967 году и затем в 1977 году Менахему Бегину удалось изменить тенденциозное отношение официальных институтов к подпольным организациям.
В 1954 году на улице Жаботинского в Рамат-Гане напротив здания бывшей британской полиции был открыт памятник Дову Грунеру и его братьям по оружию. В своей работе скульптор Хана Орлова изобразила львёнка, смело борющегося со львом, что символизирует борьбу еврейского ишува с Британской империей. На открытии памятника присутствовало 30 тысяч человек.
С именем Дова Грунера связаны:
- Мисгав-Дов[6] — мошав, основанный в 1950 году.
- Названия площади в Рамат-Гане и улиц в нескольких городах Израиля (в том числе в Иерусалиме).
- Музей узников подполья в Иерусалиме[7] и в Акко[8].
- Марки, выпущенные почтой Израиля в 1982 и в 1984 годах.